# Miguel Cabalário
Miguel Cabalário (em grego: Μιχαήλ Καβαλλάριος; romaniz.: Mikhael Kaballarios; 1277) foi um aristocrata bizantino e líder militar. Em ca. 1277 foi grande conostaulo (comandante dos mercenários latinos). Junto com o grande estratopedarca João Sinadeno, liderou um exército bizantino contra João I Ducas, mas foi derrotado na batalha de Farsalos e morreu pouco depois devido a seus ferimentos.